# Heilige-Kruisverheffingskerk (Zwijndrecht)

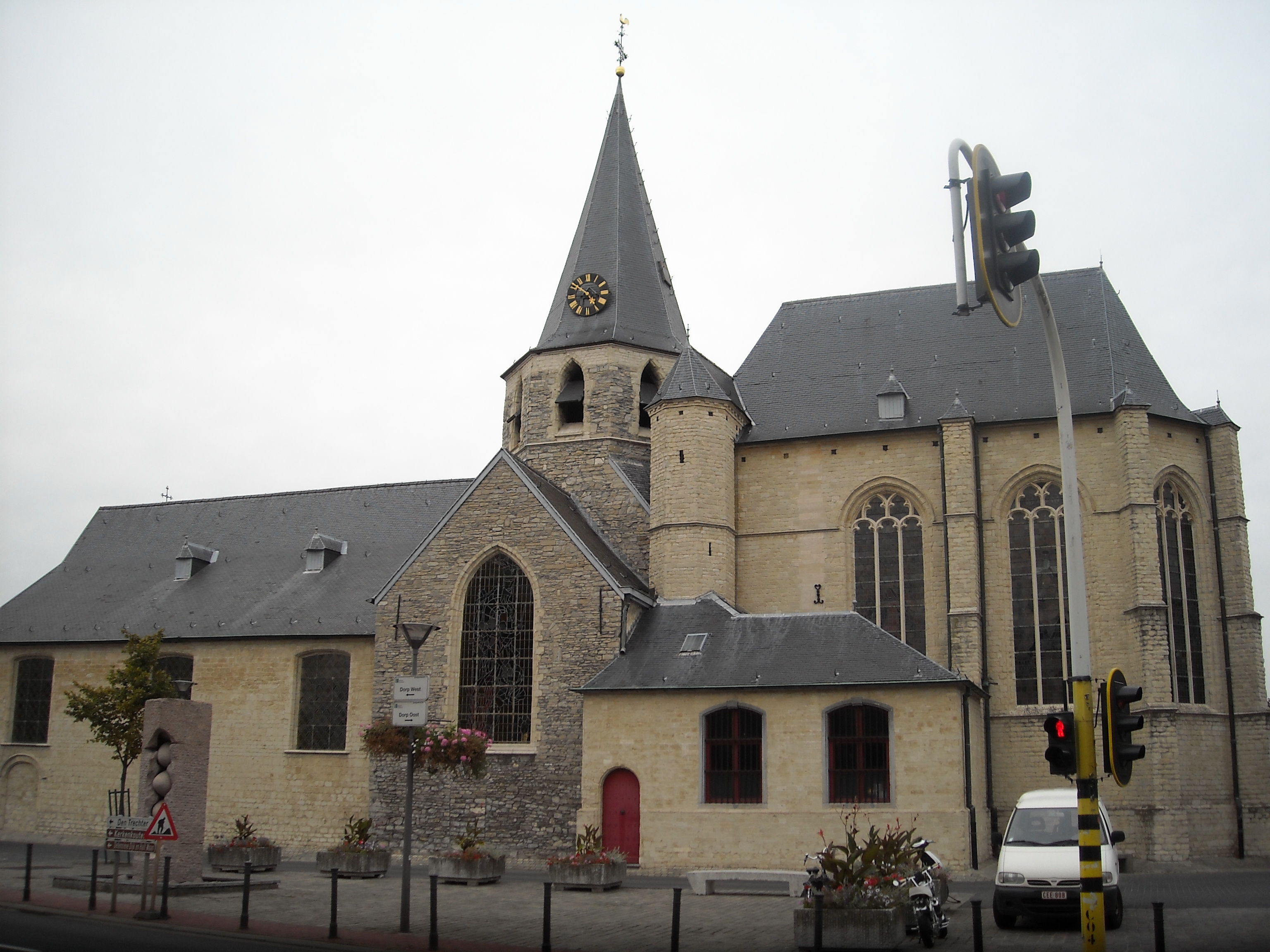
De Heilige-Kruisverheffingskerk in het centrum van Zwijndrecht

De Heilige-Kruisverheffingskerk, meer gekend als Heilig Kruiskerk, is een kerkgebouw in de Belgische gemeente Zwijndrecht. De kerk is toegewijd aan het feest van de Kruisverheffing. Ze is geklasseerd als monument sinds 30 mei 1936.
Michaël Cop was hier pastoor op het einde van de achttiende eeuw. Hij werd naar Frans-Guyana gedeporteerd en overleed in 1799 bij de Kleine Antillen.

## Architectuur
Deze kerk heeft, zoals vele andere, heel wat transformaties meegemaakt. Deze gotische kerk heeft een romaanse kern en was aanvankelijk toegewijd aan Sint-Amandus. Vanaf de zeventiende eeuw werd ze aan het Heilig Kruis toegewijd. Sinds 1574 vereert men de heilige Machutus tegen kinderverlamming en ziektes van ledematen. Het oostelijk deel van het schip, samen met de dwarsbeuk en het onderste deel van de toren zijn resten van de romaanse kerk uit de twaalfde eeuw. Het bovenste torendeel, dwarsbeukramen en de westgevel stammen uit de veertiende eeuw. Het laatgotisch koor werd gebouwd in de zestiende eeuw. In de zestiende en zeventiende eeuw waren meerdere herstellingen nodig waaronder zijkoren, de toren en de voorgevel. De zuidelijke zijbeuk dateert uit de jaren 1627-1629. De kruisbeuk en middenbeuk kregen hun gewelf in 1711. 
Daarna volgde de laatste grote bouwcampagne: de noordelijke zijbeuk werd gebouwd en de zuidelijke sacristie werd op vraag van pastoor Joannes Baptista Van Overtvelt gebouwd. In de jaren 1927 tot 1928 werd de kerk vergroot naar de plannen van architect Jan Sels. Van 1929 tot 1930 vonden nog verschillende herstellingswerken plaats in het oude gedeelte van de kerk, eveneens met Jan Sels als architect.

## Bouwmaterialen
In de tegenwoordige vorm van de kerk is het schip, de zijbeuken, het koor en het bovendeel van de toren opgebouwd uit Gobertange zandsteen. In 1927 werden de noordelijke beuken en het koor opgetrokken met recuperatiemateriaal. De toren en het transept bestaan uit Doornikse hardsteen.

## Meubilair
Het hoofdaltaar dateert uit de eerste helft van de zeventiende eeuw en wordt toegeschreven aan Robrecht Colijns de Nole. Er bevinden zich zijaltaren van de Heilige Machutus uit 1628, van Onze-Lieve-Vrouw uit 1668 en van de Heilige Theresia met ontwerper De Visscher (1930). Aan de noordzijde is het koorgestoelte uit eik, met verlengde lambrisering, door J.J. Montoise van 1781 de zuidkant van de Cauwer uit 1786, eiken preekstoel van Pieter de Jonghe van 1645, biechtstoelen dateren uit de eerste helft van de zeventiende eeuw. Cornelis Struyff was ontwerper van verschillende beuken in het begin van de achttiende eeuw. De doopvont, voorzien van een deksel uit 1629, is van de hand van Joachim Van Dijck.

## Galerij

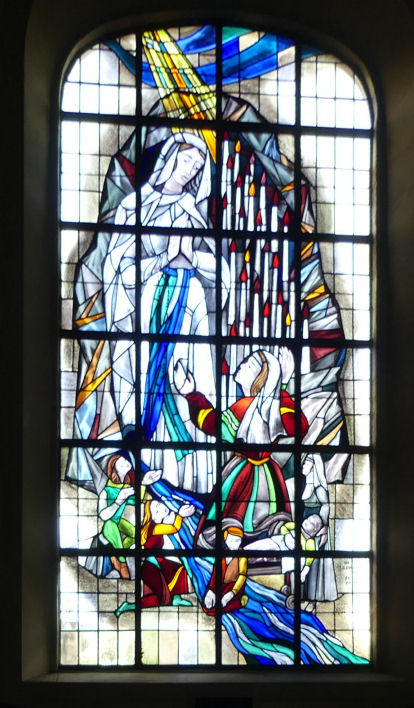
Glasraam in het koor, OLV van Lourdes.
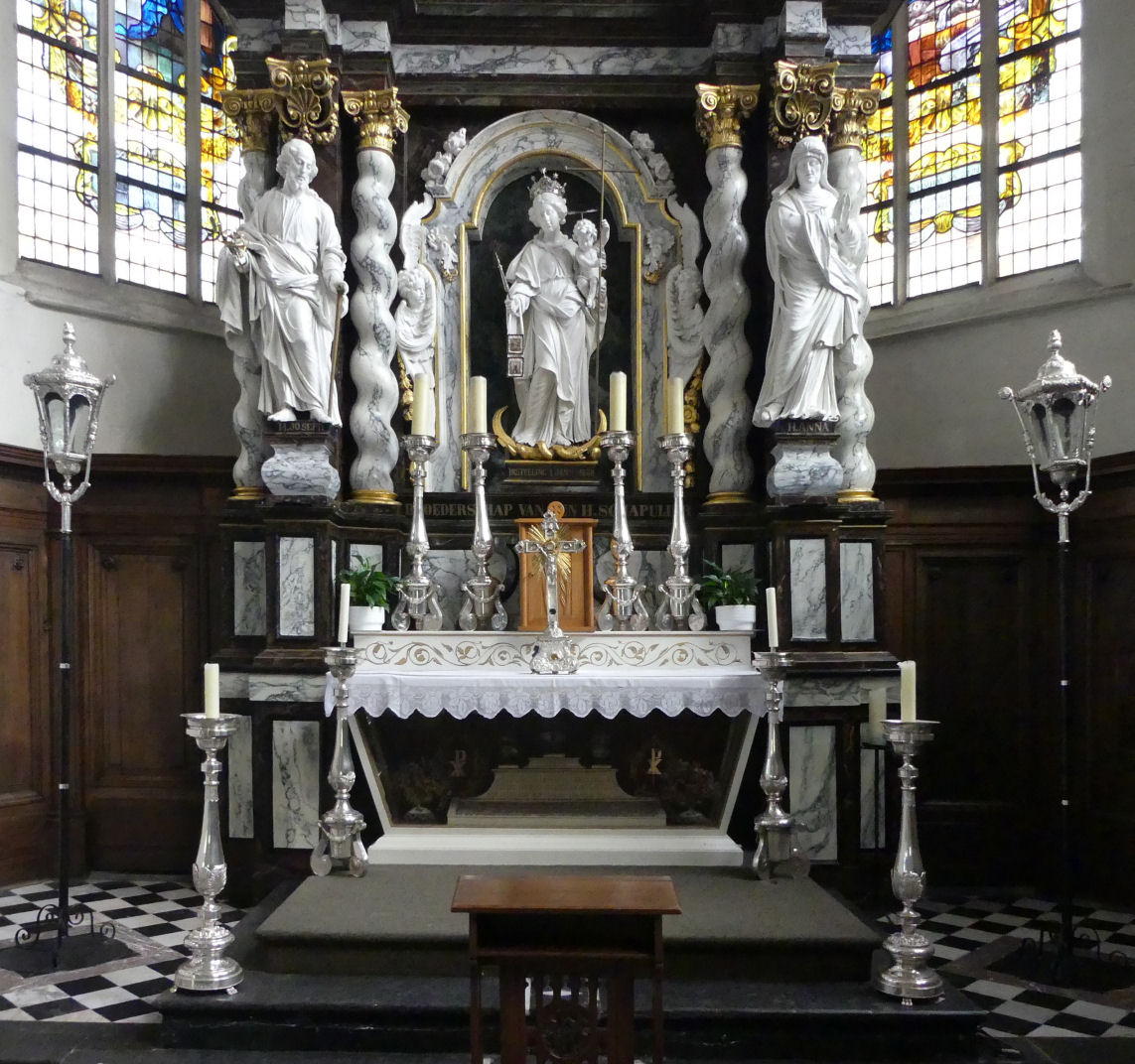
Zijaltaar van de H. Scapulier
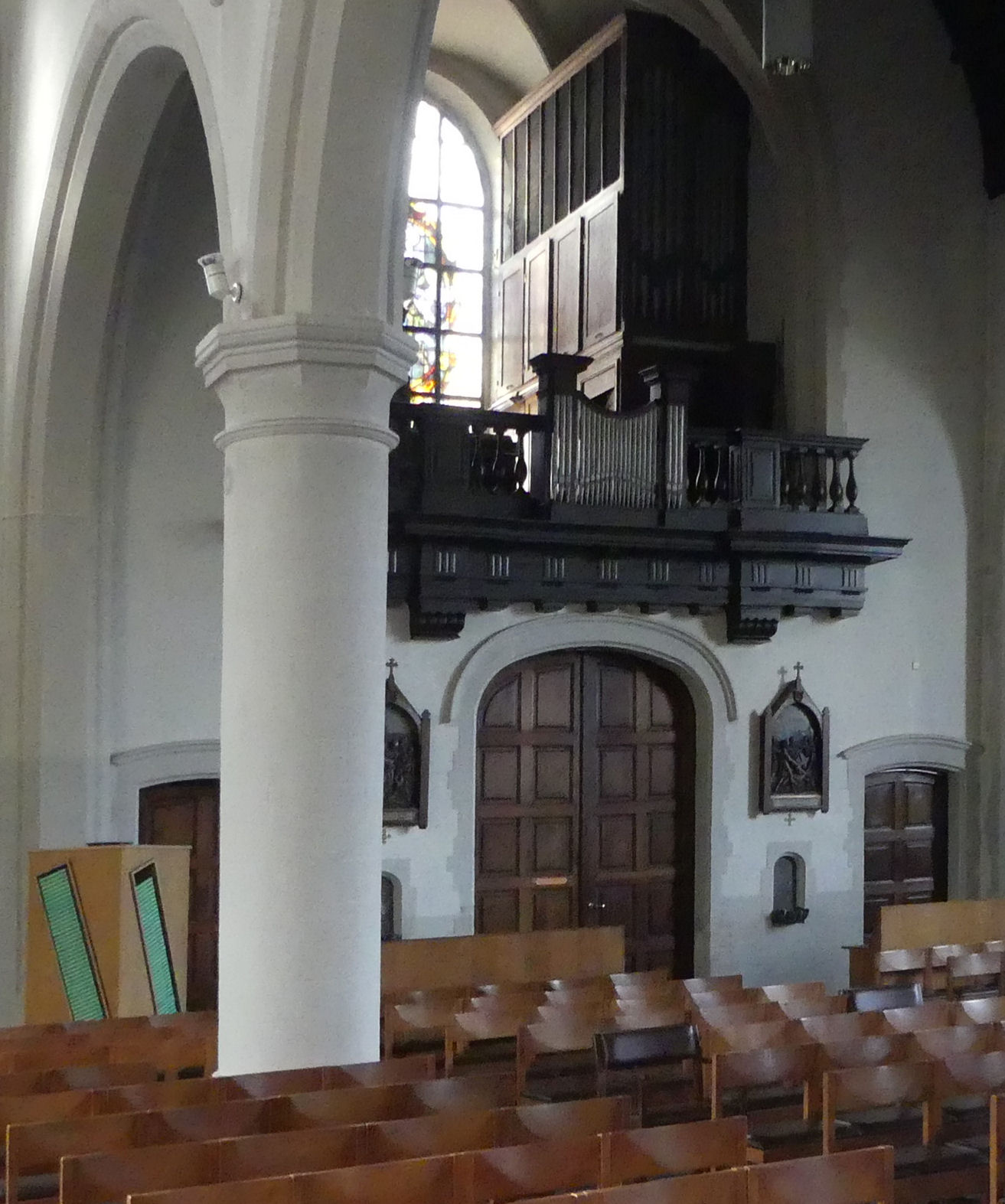
Doksaal met orgel
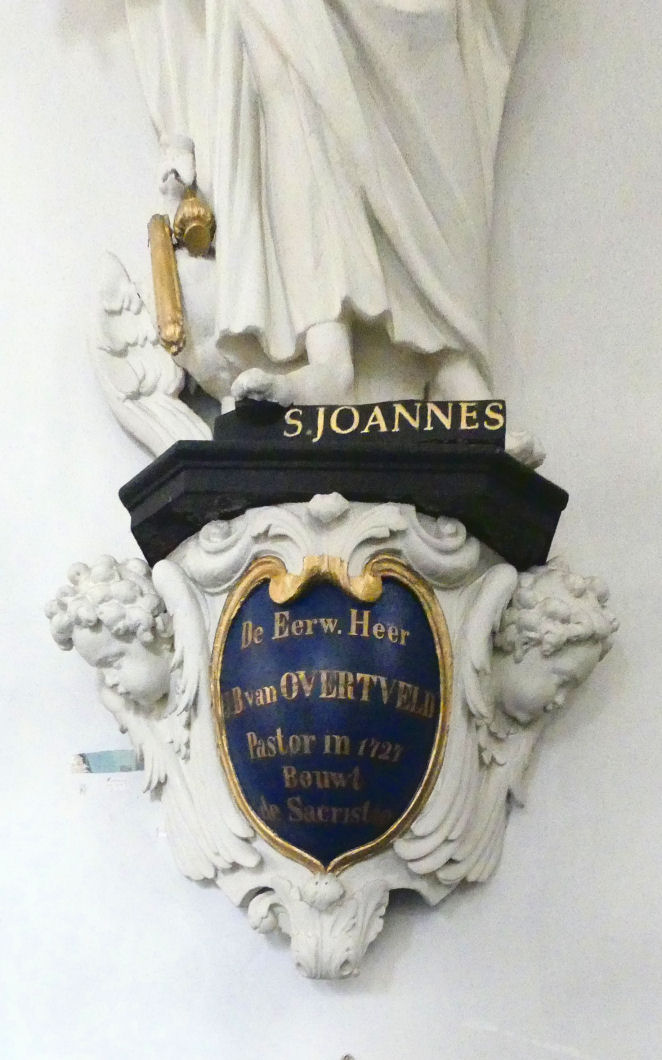
Steen met cherubijnen voor pastoor van Overtvelt, die de sacristie deed bouwen.